# Eupithecia incommoda
Eupithecia incommoda es una especie de polilla de la familia Geometridae. La especie fue descrita por primera vez por Claude Herbulot habiendo sido descrita en 1983, con distribución en Etiopía. El holotipo de la especie fue descrita en Dinsho, (dea ahí su nombre, llamado también sector Gurie), en el corazón de la cordillera de Urgoma, Etiopía. La polilla es parte del grupo de especies Eupithecia variostrigata y de morfología muy similar a otras seis especies africanas.